# Златото на Неапол
„Златото на Неапол“ (на италиански: L'oro di Napoli) е италиански трагикомичен филм състоящ се от шест кратки истории, излязъл по екраните през 1954 година, режисиран от Виторио Де Сика и с участието на София Лорен, Тото, Силвана Мангано, Паоло Стопа и други.

## Сюжет

### Гуапото
Животът на Дон Саверио Петрило от десет години е ад. Гуапото (нарицателно за неаполитански мафиоз) Дон Кармин Джавароне след смъртта на съпругата си живее в дома си, диктувайки закона на цялото семейство на Дон Саверио. Моментът на отмъщение идва, когато на гуапото, след предполагаем инфаркт, се препоръчва да се въздържа от преумора и емоции от уважение към сърцето му. Дон Саверио се възползва от това и го подиграва и изгонва от дома, хвалейки се пред целия квартал, сигурен, че дон Кармин вече не може да му навреди. Диагнозата обаче се оказва погрешна и веднага щом разбира за това, дон Кармин се завръща в къщата на Петрило, за да си отмъсти. Но там той намира компактно семейство, готово да направи всичко, за да не започне отново живота на унижения както преди, и решава да напусне дома доброволно.

### Пица на кредит
София и съпругът ѝ Розарио имат пицария в квартал Матердей, която продава пици на кредит. Тя е красива и стройна, а клиентите купуват пици заради нея. Розарио е покорен, но и ревнив. Един ден скъпият годежен пръстен, който София винаги е носила, изчезва. Възможно ли да е попаднал в тестото за пица и от там в някой клиент? София и Розарио тръгват да го търсят, като се срещат с клиентите, купували пици същата сутрин. София се обажда по телефона на младия си любовник и разбира, че пръстенът е забравен у тях. Любовникът ѝ не без смущение връща пръстена пред нея и Розарио, преструвайки се, че го е намерил в пица. Розарио разбира за изневярата на жена си, защото в тефтера му за вересии не фигурира такава покупка. София излиза сред хората от квартала с високо вдигната глава.

### Погребението на детето
След смъртта на дете погребалното шествие, организирано от майката, го придружава по последния му път.

### Картоиграчите
Граф Просперо е неаполитански благородник, задушаван от богатата си и грозна съпруга, която го потиска заради неговия хазартен недостатък. Мъжът търси отмъщението си в дълги игри на карти с Дженарино – синът на портиера. Осемгодишно момче винаги го бие, срещу което Просперо залага всичко – имоти, пари, дори и дрехите си.

### Тереза
Тереза е проститутка с римски благороднически произход, за която анонимен ухажор, млад, красив и богат, иска да се ожени. Едва след церемонията Тереза открива, че всичко е организирано и фалшиво. Мъжът ѝ страда от вина за самоубийството на Лучия, която той ухажвал, но тя не споделяла любовта му и се самоубила. Като се жени за Тереза пред всички, младежът мисли да изкупи греха си. Отначало Тереза реагира с гордост: чувства се унижена, обидена и напуска къщата. Но след това, като се озова сама на улицата, през нощта, без пари и с перспективата да възобнови предишния си живот, тя избухна в сълзи отчаяна. Решава да се върне.

### Професорът
Дон Ерсилио Мичио продава мъдрост. За няколко лири той дава важни съвети на ревниви гаджета, влюбени военни мъже, енориаши, които търсят ефективна присъда. Проблемът с квартала обаче е как да накаже местния злобен благородник: Пернакчо ще реши всичко!

## В ролите

### Гуапото
| Актьор            | Роля                             |
| ----------------- | -------------------------------- |
| Тото              | Дон Саверио Петрило              |
| Лианела Карел     | Каролина, съпруга на Дон Саверио |
| Агостино Салвиети | Дженаро Еспозито                 |
| Паскуале Ченамо   | Дон Кармино Савароне             |
| Нино Винджели     | Гуапото                          |

### Пица на кредит
| Актьор            | Роля                       |
| ----------------- | -------------------------- |
| София Лорен       | София                      |
| Джакомо Фуриа     | Розарио, мъж на София      |
| Алберто Фарнезе   | Алфредо, любовник на София |
| Паоло Стопа       | Дон Пепино, вдовец         |
| Текла Скарано     | Приятелката на Пепино      |
| Тартаро Паскуале  | посетител                  |
| Роберто Де Симоне | Умберто Сконямилио         |

### Погребението на детето
| Актьор         | Роля    |
| -------------- | ------- |
| Тереза Де Вита | Майката |

### Картоиграчите
| Актьор             | Роля                       |
| ------------------ | -------------------------- |
| Виторио Де Сика    | Граф Просперо Б.           |
| Марио Пасанте      | Джовани, иконом            |
| Пиерино Билянчиони | Дженарино, син на портиера |
| Ларс Боргстрьом    | Федерико, портиер          |
| Ирен Монталдо      | Графиня Б.                 |

### Тереза
| Актьор          | Роля                |
| --------------- | ------------------- |
| Силвана Мангано | Тереза, проститутка |
| Ерно Криза      | Дон Никола          |
| Убалдо Маестри  | Дон Убалдо          |

### Професорът
| Актьор            | Роля                                  |
| ----------------- | ------------------------------------- |
| Едуардо Де Филипо | Дон Ерсилио Мичио                     |
| Тина Пика         | Старицата                             |
| Нино Импарато     | Дженаро                               |
| Джани Крозио      | Алфонсо Мария ди Сантагата дей Форнаи |

## Награди и номинации
- 1955 година
  - Печели „Сребърна лента“ за най-добра актриса – Силвана Мангано
  - Печели „Сребърна лента“ за най-добър поддържащ актьор – Паоло Стопа
- Избран е в 100 италиански филма за спасяване[2][3]